# Jasmin Sehan
Jasmin Sehan (Parchim, 1997. június 16. –) német női korosztályos válogatott labdarúgó, aki jelenleg a Werder Bremen játékosa.

## Pályafutása

### Klubcsapatban
A Parchimer, a Neubrandenburg 04 és a VfL Wolfsburg korosztályos csapataiban nevelkedett. Utóbbiban a második csapatban a Bundesliga 2-ben is pályára lépett. 2013. szeptember 8-án mutatkozott be a Gütersloh ellen. Október 6-án az 1. FC Lübars ellen 2–1-re megnyert mérkőzésen a  39. percben szerzett góljával alakította a végeredményt, ez volt az első gólja a klubban. 2018 júliusától az SC Sand csapatához igazolt a Bundesligába. Október 14-én mutatkozott be az 1. FFC Frankfurt csapata ellen. 2020 júliusában a Werder Bremen játékosa lett.

### A válogatottban
Részt vett a 2013-as és a 2014-es U17-es női labdarúgó-Európa-bajnokságon, valamint a 2014-es U17-es női labdarúgó-világbajnokságon. A 2015-ös, a 2016-os U17-es női labdarúgó-Európa-bajnokságon és a 2016-os U20-as női labdarúgó-világbajnokságon.

## Sikerei, díjai
- Németország U17
  - U17-es női labdarúgó-Európa-bajnokság: 2014